# 楊子加
楊子加（Yeung Chi Ka，1994年8月19日—），香港男子劍擊運動員。

## 簡歷
2014年9月，楊子加代表中國香港參加南韓仁川舉行的亞運會劍擊比賽，與張家朗、張小倫和崔浩然合作贏得男子花劍團體賽銅牌。他曾就讀合一堂學校和林大輝中學。